# Disc (revista)
Disc fue una revista musical británica semanal, editada entre 1958 y 1975, cuando pasó a formar parte de Record Mirror. También se llegó a conocer como Disc Weekly  (1964–1966) y Disc and Music Echo  (1966–1972).

## Historia
Su primera publicación salió a la venta el 8 de febrero de 1958, siendo en aquel momento su máximo competidor Record Mirror. Se enfocaban más en la música pop haciendo sus propias listas musicales, a diferencia de sus rivales Melody Maker y New Musical Express que se enfocaban más en la industria musical. Sus listas se basaban en sus propias pesquisas en las tiendas, empezando por unas 25, aunque después las listas pasaron a ser de más de 100 para mediados de los años 60 otorgaban discos de plata (para ventas de 250 000 en el Reino Unido) y discos de oro (para ventas de más de 1 000 000 de copias) desde 1959 hasta 1973. Los premios se basaban en los números de venta enviados por las compañías discográficas. En 1973, estos premios fueron sustituidos por la British Phonographic Industry (BPI) que comenzó un sistema "oficial" de certificaciones de venta. La revista se renombró a Disc Weekly entre el 5 de diciembre de 1964 y el 16 de abril de 1966.
En 1966, se integró con la revista Music Echo, que a su vez se había quedado a cargo de Mersey Beat. Esta nueva versión se conoció como Disc and Music Echo, desde abril de 1966. A diferencia del resto de revistas semanales de la época, llevaba fotos en color en algunas de sus páginas.